# Sven Johansson (kanotist)
Sven Johansson, född 10 juni 1912 i Västervik, död 5 augusti 1953, var en svensk kanotist. Han blev olympisk guldmedaljör i Berlin 1936.